# De Oude Moolen (Horst)
De Oude Moolen, ook wel Heerlijkheids-, Veld-, Stappers-, of Hafmansmolen genoemd, was een windkorenmolen in Horst.

## Geschiedenis
De molen moet vóór 1810 gebouwd zijn en was lange tijd eigendom van Kasteel Huys ter Horst. In 1918 verkocht de familie Von Westerholt de molen aan L.J. Hafmans uit Velden. De toestand verslechterde en al snel had de molen nog één roeden. In 1937 werd de molen aan een Belg verkocht, die deze liet afbreken. De onderdelen gingen naar een onbekende molen in België.
Vandaag de dag herinnert de straatnaam Stappersmolen nog aan het bestaan van de molen.